# Xylotachina vulnerans
Xylotachina vulnerans är en tvåvingeart som beskrevs av Louis-Paul Mesnil 1953. Xylotachina vulnerans ingår i släktet Xylotachina och familjen parasitflugor. Inga underarter finns listade i Catalogue of Life.